# USS Cheyenne (SSN-773)
Pour les autres navires du même nom, voir USS Cheyenne.
L’USS Cheyenne (SSN-773) est un sous-marin nucléaire d'attaque américain de la classe Los Angeles, entré en service en 1996. Son port d'attache est à Pearl Harbor depuis 1998.

## Histoire
L'USS Cheyenne fut le premier navire à lancer des Tomahawk lors de l'opération Liberté irakienne. Mis en service le 13 septembre 1996, il est le dernier des soixante-deux sous-marins de classe Los Angeles, qui est remplacée par la classe Seawolf dès l'année suivante.

## LeCheyennedans la fiction
Dans le jeu vidéo Tom Clancy's SSN, le joueur est aux commandes de l'USS Cheyenne.
Le Cheyenne est également présent dans le roman de Tom Clancy tiré du jeu vidéo, Code SSN, dont il est la « vedette », la majeure partie du roman étant construite autour des différentes missions du sous-marin dans la région des îles Spratly.